# Корпылёв, Анатолий Павлович
Анатолий Павлович Корпылёв (7 мая 1919, село Девица, Тамбовская губерния — 15 февраля 2010, посёлок Масловский, Воронежская область) — директор совхоза «Масловский». Герой Социалистического Труда (1971). Заслуженный зоотехник РСФСР. Депутат Верховного Совета РСФСР.

## Биография
Родился 7 мая 1919 года в крестьянской семье в селе Девица Усманского уезда Тамбовской губернии (сегодня — Усманский район Липецкой области). В 1941 году окончил зоотехнический факультет Воронежского ветеринарного института. В том же году призван на фронт. Участвовал в сражениях Великой Отечественной войны.
После демобилизации в 1948 года возвратился в Воронежскую область и работал старшим зоотехником в совхозе «Первомайский» Богучарского района.
В 1951 году назначен директором совхоза «Красный Октябрь» Воронцовского района. В этой должности находился до 1965 года, когда был назначен директором совхоза «Масловский» Новоусманского района, которым руководил до 1980 года.
За высокие показатели в сельскохозяйственном производстве был удостоен в 1971 году звания Героя Социалистического Труда. Заслуженный зоотехник РСФСР (1968).
С 1971 по 1975 год депутат Верховного Совета РСФСР. В 1971 году делегат XXIV съезда КПСС.
После выхода на пенсию проживал в посёлке Масловский Новоусманского района до своей кончины 15 февраля 2010 года.

## Награды
- Герой Социалистического Труда — указом Президиума Верховного Совета СССР от 8 апреля 1971 года
- Орден Ленина (1971)